# Anna Emilie Møller
Anna Emilie Møller (født 28. juli 1997) er dansk langdistanceløber og tidligere basketballspiller. Hun løber for Blovstrød Løverne og har deltaget i forhindringsløb ved OL 2016 i Rio og i OL 2020 (afholdt i 2021) i Tokyo samt sat flere danske rekorder.

## Karriere
Anna Emilie Møller havde oprindeligt satset på basketball. Hun har spillet på basketball-linjen på Hjemly Idrætsefterskole i Hillerslev og var på U18-landsholdet i basketball.
Anna Emilie Møller blev som 16-årig opdaget som løber, da hun vandt Efterskolernes DM med 35:11 min på 10-kilometerdistancen i april 2014.
Ved Københavns Kvindeløb i juni 2014 forbedrede hun Dorthe Rasmussens 37 år gamle U18-rekord på 10 kilometer landevej med tiden 34:44.
Hun vandt junior-NM-guld for hold og junior-NM-bronze individuelt i cross country i Päivitetty, Finland i november 2014. Det blev en 6. plads i junior-EM 2014, og indsatsen ved EM resulterede i en udtagelse til Europas hold, som dystede i Edinburgh mod Storbritannien og USA. Her blev hun nummer tre individuelt. Hun var udtaget til det danske hold til junior-VM i Kina 2015. I oktober 2016 vandt hun Danmarks ældste motionsløb Eremitageløbet nord for København.
Møller blev udtaget til OL 2016 i Brasilien efter ved et stævne i Turku, Finland, 29. juni 2016 at have sat dansk seniorrekord på 3000 meter forhindringsløb med tiden 9.41,43, selvom løbet kun var hendes fjerde officielle forhindringsløb. Hele 23 sekunder blev der skåret af den tidligere rekord, der havde stået siden 2005.
Med udtagelsen blev hun den yngste kvindelige atletikudøver fra Danmark til OL nogensinde og den første danske kvinde, der nogensinde er udtaget til OL i forhindringsløb. Rekorden tog hun fra Jette Ingstrup, der var 19 år og 50 dage, da hun stillede op i 800 meter ved OL i Tokyo i 1964. I 1912 deltog løberen Fritz Danild, som med 18 år og 331 dage er Danmarks yngste OL-deltager i atletik.
Hun har også efter OL i Rio fortsat med at lave flotte resultater og kvalificerede sig til OL 2020 i såvel 3000 m forhindringsløb som på 5000 m-distancen. Den første kvalifikation opnåede hun 13. juni 2019 ved et Diamond League-stævne i Oslo, hvor hun løb i tiden 9.24,21, personlig rekord og et pænt stykke under kravet på 9.30, og den anden kvalifikation kom i hus da hun ved U/23-EM 14. juli samme år vandt guld i tiden 15.07,11, der desuden var ny dansk rekord; den hidtidige satte Loa Olafsson i 1978 med 15.08,8.
Ved OL 2020 i Tokyo (afholdt i 2021) stillede hun op i 3000 m forhindringsløb, men havde været skadet i foden og var i tvivl, om hun kunne stille op. Hun gjorde det dog og var blot fem sekunder fra at kvalificere sig blandt de femten løbere, der gik i finalen.
Møller har forbedret de danske rekorder i 3000 m forhindringsløb og 5000 m løb flere gange. Ved VM i atletik i Doha, Qatar, i 2019 skar hun mere end fem sekunder af rekorden i 3000 m forhindringsløb i det indledende heat til tiden 9.18,92, hvilket var nok til at sende hende direkte i finalen. I finalen skar hun yderligere mere end fem sekunder af rekorden, der derefter lyder på 9.13,46. Præstationen indbragte hende en syvendeplads i finalen.
Det blev ikke til en tredje OL-deltagelse, da Møller i foråret 2024 måtte indse, at en stressfraktur i hofteområdet afholdt hende fra at kvalificere sig til legene.

## Familie
Anna Emilie Møllers oldefar, Poul Holm (1888-1964) deltog ved OL i London i 1908 i svømning i 100 meter fri og i 4x200 meter holdkap. Samme år deltog den alsidige Poul Holm ligeledes i gymnastik.

## Personlige rekorder
| Konkurrence                   | Resultat | Sted             | Dato               | Rekord       |
| ----------------------------- | -------- | ---------------- | ------------------ | ------------ |
| 800 meter                     | 2.05,91  | Aarhus, Danmark  | 27. august 2016    |              |
| 1500 meter                    | 4.11,83  | Bydgoszcz, Polen | 2. juni 2017       |              |
| 3000 meter                    | 8.47,83  | Zagreb, Kroatien | 6. september 2016  |              |
| 3000 meter forhindring (76.2) | 9.13,46  | Doha, Qatar      | 29. september 2019 | Dansk rekord |
| 5000 m                        | 15.07,11 |                  | 14. juli 2019      | Dansk rekord |

Kilde: Statletik